# سامانتا مگی
سامانتا مگی (انگلیسی: Samantha Magee؛ زادهٔ july ۱۰, ۱۹۸۳ (۴۱ سال)) ورزشکار روئینگ اهل ایالات متحده آمریکا است.
وی در مسابقات کشوری و بین‌المللی در مجموع برندهٔ ۱ مدال طلا، ۱ مدال نقره شده‌است.